# Skica u ledu
Skica u ledu, roman hrvatskog književnika iz BiH Josipa Mlakića.
U hrvatsku bh. književnu povijest i književnu povijest ulazi po tom što je ovo prvi roman da je zločin Armije RBiH tematiziran u književnosti u BiH. Roman između ostalog, tematizira i logore Armije RBiH u Središnjoj Bosni gdje su bili zatočeni Hrvati. Kao model za logor iz roman poslužio je zloglasni bošnjački sabirni logor za Hrvate, bugojanski logor – stadion NK “Iskre”. Mlakić kaže za roman da ga se može svrstati i u neku kategoriju romana o "izgubljenom zavičaju", odnosno o “potonulim Atlantidama”, što je nekako naznačio u tekstu, u distopiji iz trećeg dijela romana. Pisac kaže da je logor iz romana ključna točka raspadanja tog njegovog svijeta. Nijedna pojedinost iz logorskog života koju je spomenuo nije izmišljena, a Mlakić je svjesno izostavio najbrutalnije detalje. U romanu je pokušao naglasiti zločin kao takav i da zločine ne treba dijeliti na one koje je počinila Armija BiH ili HVO, nego ih promatrati mimo tog klišeja.

## Priznanja
Roman je proglašen je najboljim romanom u 2018. godini na natječaju Zaklade “Terra Tolis” iz Orašja i Mlakiću je dodijeljena Književna nagrada "fra Martin Nedić".